# The BlackSheeps
The BlackSheeps er et norsk børnerockband, der var MGP Nordic 2008 med sangen Oro Jaska Beana.
| Musikgruppe | Spire Denne artikel om en norsk musikgruppe er en spire som bør udbygges. Du er velkommen til at hjælpe Wikipedia ved at udvide den. |